# Pierce the Veil
Pierce the Veil est un groupe de rock américain, originaire de San Diego, en Californie. Formé en 2006, le groupe est fondé par les frères Vic et Mike Fuentes. Pierce the Veil compte au total cinq albums et continue actuellement sur la scène internationale depuis la sortie de leur album, A Flair for the Dramatic en 2007. Leur cinquième et dernier album, The Jaws of Life, est publié le 10 février 2023.

## Biographie

### Débuts et premier album (1998–2006)
Le groupe Pierce the Veil est formé par Mike et Vic Fuentes à la suite de la séparation de Before Today (qui s'appelait autrefois Early Times), ce dernier ayant fait ses débuts en 1998. Leur tout premier album, intitulé No Turning Back, composé de 11 pistes est rapidement diffusé à travers la scène locale. Cet album est suivi plus tard par un EP quatre titres. Ce maxi ayant obtenu du succès, le groupe enchaîne directement avec un autre EP intitulé Roots Beneath Ideals, et se fait une réputation pure et dure. Ce EP est finalement diffusé par Steve Reddy du label de musique Equal Vision Records, qui engage le groupe après les avoir vus jouer à San Diego.
Au début de l'année 2006, un an après leur dernière composition, le groupe se sépare et Mike, ainsi que son frère Vic Fuentes, en tant que derniers membres restants du groupe, renvoient Joe Tancil (à la guitare) et Mitchell Ballatore (à la basse). Les deux frères continuent à écrire leurs compositions et obtiennent finalement assez de matériel musical pour composer un nouvel album. À travers le label Equal Vision Records, ils composent et enregistrent un album indépendant à Seattle avec le producteur Casey Bates. Les deux frères commercialisent leur album intitulé A Flair for the Dramatic le 20 juin 2007 sous un nouveau nom : Pierce the Veil, dérivé d'un titre de l'album A Celebration of an Ending par le groupe prédécesseur, Before Today. Peu après, Pierce the Veil engage deux nouveaux membres - Tony Perry (à la guitare) et Jaime Preciado (à la basse). La musique I'd Rather Die Than Be Famous de l'album est diffusé dans le jeu Tony Hawk's Proving Ground.
Pierce the Veil fait une tournée de trois mois après la commercialisation de leur album A Flair for the Dramatic. Ils sont en tournée avec des groupes tels que A Day to Remember, Chiodos, From First to Last, Emery, The Devil Wears Prada et Mayday Parade. En novembre 2007, Pierce the Veil fait une courte apparition au Vans Warped Tour 2007, et repart en tournée en 2008.

### Selfish Machines(2007–2011)
Selfish Machines est le deuxième album studio sorti le 22 juin 2010 sous le label Equal Vision. Il est produit par le chanteur Vic Fuentes et par Mike Green. Le premier single Caraphernelia mettant en vedette Jeremy McKinnon, le chanteur de A Day to Remember, remporte un succès monstre auprès des fans.

### Collide with the Sky(2011–2013)
Le 23 août 2011, Pierce the Veil signe avec le label Fearless Records et sort le 17 juillet 2012 leur 3ème album intitulé Collide with the Sky,. Le premier single de cet album King for a Day, en featuring avec Kellin Quinn, est publié le 5 juin 2012, suivi du second single Bulls in the Bronx publié trois semaines plus tard le 26 juin 2012.
En soutien à l'album, le groupe participe au Vans Warped Tour entre le 16 juin et le 5 août 2012. Ils sont rejoints sur scène par Kellin Quinn pour jouer King for a Day. Après le Warped, Pierce the Veil embarque dans une tournée britannique en tête d'affiche. Ils font ensuite une tournée américaine en tête d'affiche appelée The Collide with the Sky. Ils terminent l'année à la 33e place des meilleurs albums de 2012 du magazine Rock Sound et en remportant neuf catégories des listes 2012 menées par l'Alternative Press. Le 9 janvier 2013, Vic Fuentes annonce l'écriture de nouvelles chansons en studio avec Tom Denney.
Le 7 janvier 2013, Pierce the Veil et le groupe de pop-punk All Time Low annoncent une tournée en tête d'affiche appelée Spring Fever Tour au printemps la même année. Ils tourneront aux États-Unis avec Mayday Parade et You Me at Six. La tournée débute le 11 avril 2013 et se termine le 12 mai 2013. En fin de tournée, le 7 mai 2013, le clip de la chanson Bulls in the Bronx de Pierce the Veil est publié.

### This Is a Wasteland(2013–2015)

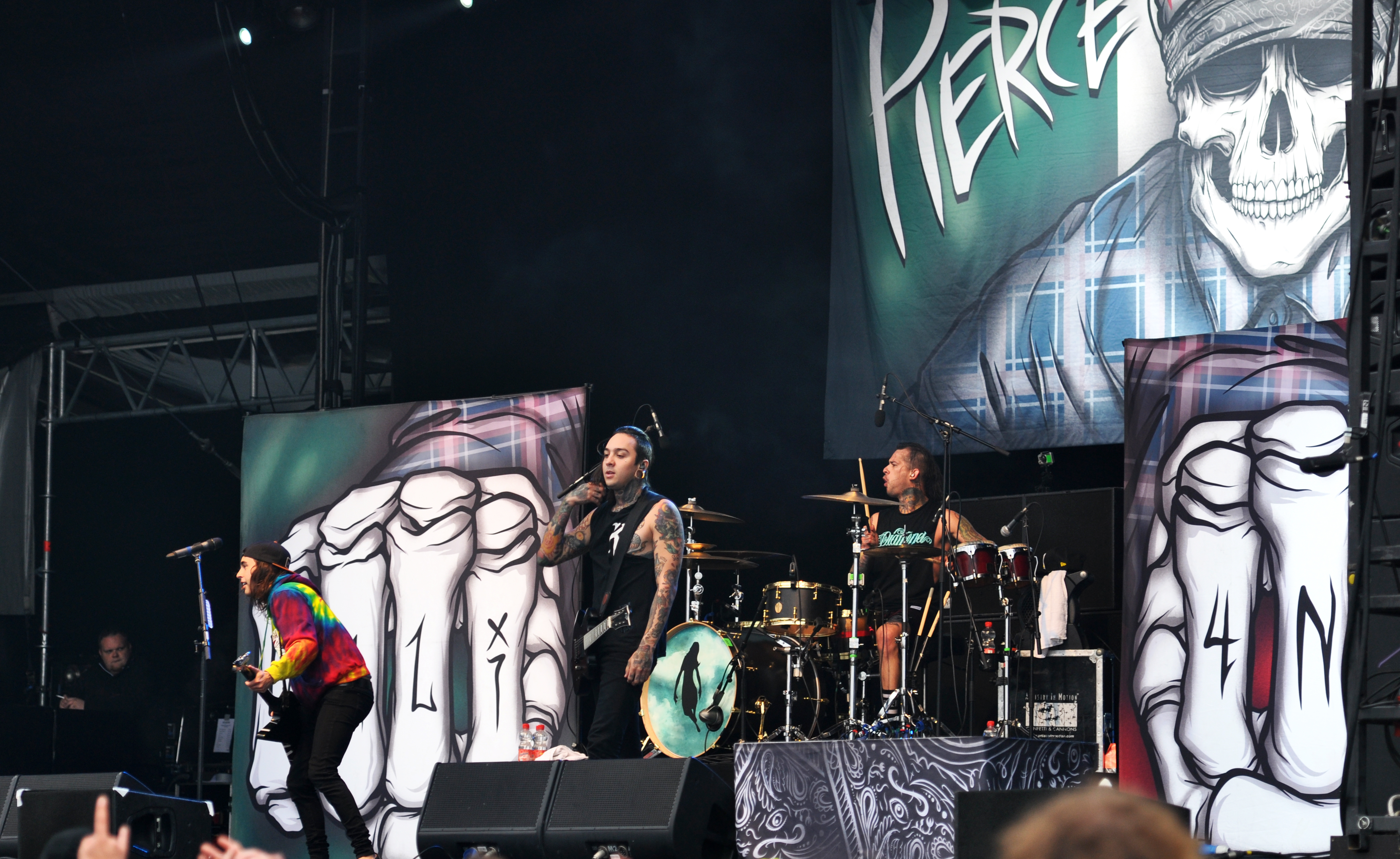
Pierce the Veil sur le Clubstage du Rock am Ring, en 2013.

Le 23 septembre 2013, le groupe annonce son intention de tourner un documentaire de leur première tournée mondiale le 11 novembre. Il comprendra des images live de leur tournée, trois clips, et autres. Le 18 octobre 2013, le groupe lance les précommandes du documentaire accompagné d'une date de sortie pour le 25 novembre.
Le 21 juillet 2013, Vic Fuentes et Kellin Quinn de Sleeping with Sirens annoncent une tournée mondiale en têtes d'affiche. La tournée débute le 5 novembre 2014 à Fresno. Ils annoncent d'abord une tournée nord-américaine composée de 20 concerts avec Beartooth et This Wild Life. Un mois plus tard, le 22 août 2014, le groupe confirme la seconde partie de la tournée en Europe. Entre le 20 mars 2015 et le 11 avril 2015, Pierce the Veil joue aux Pays-Bas, en Belgique, en Suède, en Allemagne et au Royaume-Uni. Selon Epitaph Records, tous les concerts en Europe se sont joués à guichet fermé. Avant d'aller en Europe, le groupe joue en Amérique avec PVRIS et Mallory Knox,.

### Misadventures(2015-2023)
Le 18 juin 2015, le groupe publie The Divine Zero, premier single de leur quatrième album à venir. Le 18 mars 2016, leur quatrième album, Misadventures, est publié le 13 mai chez Fearless Records. Il est produit par Dan Korneff. Le groupe publie le second single de l'album, Texas Is Forever, le 24 mars 2016.
En novembre 2017, le batteur Mike Fuentes est accusé de comportements sexuels abusifs. Dès lors il ne fait plus partie du groupe, ce que le chanteur confirme sur son compte Instagram en 2020.

### The Jaws of Life(depuis 2023)
Alors que le groupe avait annoncé travailler sur un nouvel album sans donner de nom concernant un éventuel changement de batteur, l'opus The Jaws of Life sort le 10 février 2023 sur le label Fearless Records. Et c'est Loniel Robinson qui est désormais à la batterie, ami de longue date du groupe est ancien membre du groupe letlive. Le batteur apparait avec le groupe en concert dès 2022, notamment lors d'un concert à Las Vegas à l'occasion du festival When We Were Young.

## Polémiques
En novembre 2017, deux femmes témoignent sur les réseaux sociaux, accusant Mike Fuentes d'atteinte sexuelle sur une mineure de 16 ans et de corruption de mineure de 15 ans. À la suite de ces accusations, le groupe décide de faire une pause et Mike Fuentes se retire du groupe,.

## Membres
- Vic Fuentes – chant, claviers, synthétiseur, piano (depuis 2006), guitare, basse (2006–2007)
- Mike Fuentes – batterie, percussions (2006-2017)
- Tony Perry – guitare solo (depuis 2007)
- Jaime Preciado – basse, chœurs (depuis 2007)
- Loniel Robinson – batterie (depuis 2022)

## Discographie
- 2007 : A Flair for the Dramatic
- 2010 : Selfish Machines
- 2012 : Collide with the Sky
- 2016 : Misadventures
- 2023 : The Jaws of Life